# Michael Sheen
Michael Sheen, valižanski televizijski, gledališki in filmski igralec, *5. februar 1969, Newport, Wales, Združeno kraljestvo.

## Biografija

### Zgodnje življenje
Michael Sheen se je rodil kot sin Irene in Merycka Sheena (oba sta kadrovska delavca). Njegov oče v prostem času oponaša igralca Jacka Nicholsona. Ima mlajšo sestro Joanne. Ko je bil star pet let, se je njegova družina preselila v Liverpool. Tri leta kasneje se je družina vrnila nazaj v Port Talbot, kjer so imeli njegovi starši hišo. Tam se je začel šolati na šoli Glan Afan Comprehensive School in igrati nogomet za deški nogometni klub Baglan.
Dobil je ponudbo za Arsenal FC, ko je igral z očetom Tonyja Adamsa na družinskih počitnicah,, ampak je ni sprejel, saj se je želel poklicno usmeriti v igranje.
Dobil je službo v teatru v Londonu in začel je študirati igro v National Youth Theatre of Wales v Cardiffu.

### Kariera
Michael Sheen je svojo igralsko kariero začel leta 1993 v miniseriji Gallowglass, kasneje pa je leta 1995 igral v filmu Othello, leta 1996 v filmu Mary Reilly, leta 1997 pa je doživel svoj veliki preboj s filmom Wilde, kjer je igral Robbieja Rossa.
Leta 1998 je igral v televizijskemu filmu Lost in France, leta 2002 v filmih Heartlands in The Four Feathers, leta 2003 pa v filmih Bright Young Things, Underworld in Timeline ter televizijskemu filmu The Deal.
Leta 2004 smo ga lahko videli v filmih Laws of Attraction, The Banker in Dirty Filthy Love, leta 2005 v filmih Dead Long Enough, Kingdom of Heaven, The Open Doors in The League of Gentlemen's Apocalypse, leta 2006 pa v filmih Underworld: Evolution, , HG Wells: War with the World, Blood Diamond, The Queen in Kenneth Williams: Fantabulosa! ter televizijski seriji Ancient Rome: The Rise and Fall of an Empire.
Leta 2007 ga lahko vidimo v filmih Music Within in Airlock Or How To Say Goodbye In Space, leta 2008 v filmih Frost/Nixon, letos pa v filmih Underworld: Rise of the Lycans, Mlada luna in My Last Five Girlfriends.
Za leto 2010 ima v načrtu snemanja filmov Unthinkable, Alice in Wonderland, The Special Relationship in Tron Legacy.

### Osebno življenje
Michael Sheen ima s svojo nekdanjo partnerko, angleško igralko Kate Beckinsale, hčer Lily Mo Sheen, rojeno 31. januarja 1999. Kje natančno sta se spoznala, ni jasno, ampak zveza se je vsekakor razkrila, ko je na snemanju kratkega filma The Golden Bowl Kate užalil njen soigralec, Jeremy Northam in ga je Sheen zato udaril. Sedemletno razmerje pa se je končalo na snemanju filma Underworld (v katerem sta igrala oba), ko je Kate Micheala zapustila zaradi filmskega režiserja Lena Wisemana, s katerim se je kasneje tudi poročila.
V času partnerstva z Kate Beckinsale je živel v ZDA, trenutno pa prebiva v Združenem kraljestvu in Los Angelesu, saj pravi, da želi ostati dober oče svoji hčerki. Od leta 2003 hodi z baletko Lorraine Stewart, ki jo je spoznal, ko je prišel na nastop svoje sestrične Caroline Sheen v National Theatre-u.

## Filmografija
| Leto | Naslov                                       | Vloga                 | Opombe |
| ---- | -------------------------------------------- | --------------------- | --- |
| 1993 | Gallowglass                                  | Joe                   | Televizijski film |
| 1995 | Othello                                      | Lodovico              | |
| 1996 | Mary Reilly                                  | Bradshaw              | |
| 1997 | Wilde                                        | Robbie Ross           | |
| 1998 | Lost in France                               | Owen                  | Televizijski film |
| 2002 | Heartlands                                   | Colin                 | |
| 2002 | The Four Feathers                            | William Trench        | |
| 2003 | Bright Young Things                          | Miles                 | |
| 2003 | Underworld                                   | Lucian                | |
| 2003 | The Deal                                     | Tony Blair            | Televizijski film |
| 2003 | Timeline                                     | Lord Oliver de Vannes | |
| 2004 | Laws of Attraction                           | Thorne Jamison        | |
| 2004 | Dirty Filthy Love                            | Mark Furness          | Televizijski film Nominiran — British Academy Television Award for Best Actor Nominiran — Royal Television Society Award for Best Actor |
| 2004 | The Banker                                   | Bankir                | Kratek film |
| 2005 | Dead Long Enough                             | Harry Jones           | |
| 2005 | Kingdom of Heaven                            | Priest                | |
| 2005 | The Open Doors                               | Framton Nuttel        | Kratek film |
| 2005 | The League of Gentlemen's Apocalypse         | Jeremy Dyson          | |
| 2006 | Underworld: Evolution                        | Lucian                | |
| 2006 | Kenneth Williams: Fantabulosa!               | Kenneth Williams      | Televizijski film British Academy Television Award for Best Actor Nominiran — Royal Television Society Award for Best Actor Nominiran — British Academy Television Award for Best Actor |
| 2006 | The Queen                                    | Tony Blair            | Kansas City Film Critics Circle Award for Best Supporting Actor Los Angeles Film Critics Association Award for Best Supporting Actor Toronto Film Critics Association Award for Best Supporting Actor Nominiran — BAFTA Award for Best Actor in a Supporting Role Nominiran — Chicago Film Critics Association Award for Best Supporting Actor |
| 2006 | Ancient Rome: The Rise and Fall of an Empire | Nero                  | 6 epizod |
| 2006 | HG Wells: War with the World                 | H. G. Wells           | Televizijski film |
| 2006 | Blood Diamond                                | Rupert Simmons        | |
| 2007 | Music Within                                 | Art Honeyman          | |
| 2007 | Airlock Or How To Say Goodbye In Space       | Adam Banton           | Kratek film |
| 2008 | Frost/Nixon                                  | David Frost           | Film, petkrat nominiran za nagrado Academy Awards Nominiran — London Film Critics Circle Award for British Actor of the Year Nominiran — Screen Actors Guild Award for Outstanding Performance by a Cast in a Motion Picture |
| 2009 | Underworld: Rise of the Lycans               | Lucian                | |
| 2009 | The Damned United                            | Brian Clough          | |
| 2009 | My Last Five Girlfriends                     | Burnham               | |
| 2009 | Mlada luna                                   | Aro                   | Predviden datum izida: 20. november 2009 (ZDA, Velika Britanija), 26. november 2009 (Slovenija) |
| 2010 | Unthinkable                                  | nepoimenovan terorist | |
| 2010 | Alice in Wonderland                          | Beli zajček           | Predviden datum izida: 5. marec 2010 |
| 2010 | Tron Legacy                                  | Lastnik nočnega kluba | tudi post-producent; predviden datum izida: december 2010 |
| 2010 | The Special Relationship                     | Tony Blair            | v snemanju |